# André Vandernoot
André Vandernoot (Brussel, 2 juni 1927 – Brussel, 6 november 1991) was een Belgisch dirigent.

## Muzikale loopbaan
Vandernoot studeerde aan het Koninklijk Conservatorium te Brussel met onder andere het hoofdvak fluit (docent Francis Stoefs; eindexamen 1948). Hij koos er echter voor dirigent te worden en werd in 1951 laureaat van het dirigentenconcours te Besançon, Frankrijk. Hij verdiepte zich daarin door vanaf 1952 enige tijd orkestdirectie te studeren aan de Hochschule für Musik te Wenen, Oostenrijk. 
Sinds 1954 was hij als dirigent regelmatig verbonden aan het Nationaal Orkest van België te Brussel. In 1958 werd hij benoemd tot instructeur van de Koninklijke Vlaamse Opera te Antwerpen. Van 1959 tot 1973 was hij dirigent en artistiek directeur van de Muntschouwburg te Brussel. In het seizoen 1974-1975 was hij artistiek directeur van het Nationaal Orkest van België te Brussel. Van 1975 tot 1983 was hij de eerste gastdirigent van de Philharmonie van Antwerpen. Ook was hij directeur van het Noordhollands Philharmonisch Orkest te Haarlem van 1 september 1973 tot 1979. Van 1979 tot 1989 was hij chef-dirigent van het Symfonisch Orkest van de RTBF te Brussel. Vanaf seizoen 1979-1980 was hij artistiek leider en vaste (gast-)dirigent van Het Brabants Orkest te 's-Hertogenbosch. Verder stond hij tussen 1967 en 1976 als gastdirigent 22 keer voor het Concertgebouworkest te Amsterdam. Hij had ook gastdirecties bij het Rotterdams Philharmonisch Orkest en in Londen, Berlijn, Wenen, Parijs, Praag, in Japan, de Verenigde Staten en Zuid-Amerika.
Vandernoot presenteerde ook muziekprogramma's voor de toenmalige BRT en gaf toelichtingen bij de muziek die hij ging uitvoeren.
- Bibsys: 12060330
- Biblioteca Nacional de España: XX1287814
- Bibliothèque nationale de France: cb13900708t (data)
- Gemeinsame Normdatei: 134545265
- International Standard Name Identifier: 0000 0000 7971 2529
- Library of Congress Control Number: nr90011685
- MusicBrainz: 53c058ec-5193-4fc1-ba14-c668a521c0eb
- Nationale bibliotheek van Australië: 49865173
- Nationale Bibliotheek van Israël: 987007350313805171
- Nationale en Universitaire bibliotheek Zagreb: 000608513
- SNAC: w67m0vqz
- Système universitaire de documentation: 080493823
- Trove: 1498864
- Virtual International Authority File: 17409163
- WorldCat: E39PBJfMdRDy7pGgCfXMTtqvpP